# Ritratto di Madame Charles Max
Il Ritratto di Madame Charles Max è un dipinto a olio su tela di Giovanni Boldini, databile al 1896 e conservato al Museo d'Orsay di Parigi.

## Descrizione
L'opera ritrae madame Charles Max a figura intera e restituisce una sensazione di avvenenza, giovinezza e dinamismo. La donna, avvolta da un fluttuare di abiti e di pennellate, incede lievemente verso lo spettatore, al quale rivolge uno sguardo disinibito e rilassato. Boldini descrive attentamente l'anatomia del personaggio: come osservato dai critici d'arte Giorgio Cricco e Francesco Di Teodoro, «la gamba sinistra è appena sollevata, con il ginocchio conseguentemente avanzato e il braccio corrispondente slanciato all'indietro, per equilibrare il passo, mentre la mano destra raccoglie con gesto sapiente il lungo vestito per agevolare ulteriormente l'andatura». Boldini medita a lungo anche sull'ovale del volto, dove risaltano le gote rosate, il sorriso appena accennato tinto da un rossetto vermiglio e l'acconciatura scarmigliata.
Madame Max è inoltre ammantata in una candida veste, sorretta in vita da una fusciacca e alle spalle da una sola, esile striscia (l'altra, infatti, è provocatoriamente scivolata oltre la spalla) e munita di una generosa scollatura. Se le pennellate che disegnano il volto sono descrittive e attente ai dettagli, nella raffigurazione della veste Boldini si concede una stesura guizzante e ricorre alle sue proverbiali «sciabolate»: la regale veste da sera, infatti, autorizza l'impiego di pennellate lunghe e delicate, con le quali la figura di Madame Max sembra acquistare un'inedita levità, quasi come se il pittore avesse colto il meraviglioso attimo di un volo sospeso. Con l'inequivocabile sorriso carico di malizia che Madame Max rivolge allo spettatore, tuttavia, Boldini rimanda anche ad un'altra verità: quella, ovvero, di un'epoca in cui le donne sfidano le consuetudini borghesi ed espongono con orgoglio la propria femminilità. Sullo sfondo, infine, Boldini accenna uno stipite modanato, alludendo così al favoloso mondo in cui viveva la nobildonna, ricco di sfarzi e di mondanità.